# Ctenochaetus cyanocheilus
Ctenochaetus cyanocheilus là một loài cá biển thuộc chi Ctenochaetus trong họ Cá đuôi gai. Loài cá này được mô tả lần đầu tiên vào năm 2001.

## Từ nguyên
Từ định danh của loài cá này, cyanocheilus, trong tiếng Latinh có nghĩa là "môi xanh lam", ám chỉ đến phần môi màu xanh lam của C. cyanocheilus khi còn sống.

## Phạm vi phân bố và môi trường sống
C. cyanocheilus có phạm vi phân bố ở Tây Thái Bình Dương. Loài cá này được tìm thấy ở hầu hết vùng biển các nước Đông Nam Á và Papua New Guinea, trải rộng khắp vùng biển của nhiều đảo quốc, quần đảo thuộc châu Đại Dương (giới hạn đến Samoa thuộc Mỹ và quần đảo Line ở phía đông); phía bắc trải dài tới quần đảo Ogasawara (Nhật Bản); phía nam đến rạn san hô Great Barrier và New Caledonia, cũng như Tonga.
C. cyanocheilus sống gần các rạn san hô viền bờ ở độ sâu đến ít nhất là 46 m, nhưng thường được quan sát ở độ sâu khoảng từ 7 đến 15 m.

## Mô tả
Chiều dài cơ thể tối đa được ghi nhận ở C. cyanocheilus là 20 cm. Có một mảnh xương nhọn chĩa ra ở mỗi bên cuống đuôi, tạo thành ngạnh sắc. Cơ thể hình bầu dục thuôn dài, có màu nâu cam đến nâu sẫm với những đường sọc màu xanh lam nhạt dọc theo hàng vảy ở hai bên thân, và những chấm tròn màu vàng nhạt trên đầu, ngực và thân trước (phía trên gốc vây ngực). Ngực có màu lam nhạt. Mắt có viền vàng đậm bao quanh. Vây lưng, vây hậu môn và đuôi có màu nâu sẫm hơn so với thân, có viền màu xanh lam ánh kim. Môi màu xanh lam. Cá con có màu vàng tươi toàn cơ thể, dần chuyển sang màu nâu khi trưởng thành. Đuôi lõm, hình cánh nhạn.
Số gai ở vây lưng: 8; Số tia vây ở vây lưng: 25 - 28; Số gai ở vây hậu môn: 3; Số tia vây ở vây hậu môn: 22 - 26.

## Sinh thái
C. cyanocheilus có thể sống đơn độc hoặc hợp thành từng nhóm. Thức ăn của các loài Ctenochaetus chủ yếu là các loại tảo và vụn hữu cơ. Chúng dùng răng của mình để đẩy cát đá trên nền đáy và xúc những mảnh tảo vụn vào miệng. Các loài Ctenochaetus đều có chung một đặc điểm là dạ dày có thành dày.